# Brice Parain
Brice Parain (Courcelles-sous-Jouarre, 10 marzo 1897 – Verdelot, 20 marzo 1971) è stato un filosofo francese.
È noto per il suo approccio alla filosofia del linguaggio.

## Biografia
Figlio di un insegnante, studiò alla Scuola normale  e si diplomò in lingue orientali.
Fu particolarmente interessato ai principali movimenti intellettuali e politici della sua epoca. Le sue opere concernono in particolare il comunismo, il surrealismo e l'esistenzialismo, del quale aveva anticipato il fallimento in alcune delle sue prime opere, come Essai sur la misère humaine (1934) e Retour à la France (1936). Parain difendeva il giornale Detective, specializzato nell'evocazione di vari fatti, fondato da Georges Kessel nel 1928.
Ossessionato dai problemi del linguaggio (il critico Charles Blanchard lo soprannominò "lo Sherlock Holmes del linguaggio") continuò ad indagare sui misteri dell'origine e dell'evoluzione delle parole. Ciò si riflette nelle sue opere Essai sur le Logos platonicien (1942), Recherches sur la nature et la fonction du langage (1942) o Sur la dialectique (1953).
Curò il tomo 1 della Histoire de la philosophie nella Encyclopédie de la Pléiade.
Nel 1926 sposò l'illustratrice russa Nathalie Chelpanova. Dopo la morte di quest'ultima, sposò Eliane Peres nel 1961.
Compare nel film Questa è la mia vita di Jean-Luc Godard, in cui dialoga con la protagonista Nana (Anna Karina) di amore, del rapporto tra pensiero e parole ed in particolare di filosofia del linguaggio, principale oggetto di studio e ricerca del suo lavoro. 

## Opere Principali
- Essai sur la misère humaine, Grasset, 1934
- Retour à la France, Grasset, 1936
- Recherches sur la nature et les fonctions du langage, Gallimard, 1942 (tesi del dottorato in lettere)
- Essai sur le logos platonicien, Gallimard, 1942 (tesi complementare)
- La mort de Jean Madec, Grasset, 1945
- L'embarras du choix, Gallimard, 1947
- La mort de Socrate, Gallimard, 1950
- Sur la dialectique, Gallimard, 1953
- De fil en aiguille, Gallimard, 1960
- Noir sur blanc, Gallimard, 1962
- Joseph, Gallimard, 1964
- Entretiens avec Bernard Pingaud, Gallimard, 1966
- France, marchande d'églises, Gallimard, 1966
- Petite métaphysique de la parole, Gallimard, 1969
- Le sophiste annoté, suivi de l'Invité de Pierre Pachet, Le Nouveau commerce, 1995
- Brice Parain, Georges Perros : correspondance, 1960-1971, Gallimard, 1998

### Cinema
Parain partecipò come attore al film Questa è la mia vita di Jean-Luc Godard, interpretando il ruolo del filosofo. Non casualmente, nel film il filosofo parla della natura del linguaggio.